# Across the River
Across the River was een Amerikaanse stonerrockband. De band begon onder leiding van Mario Lalli met de generator parties in de woestijn. De band werd uiteindelijk bekend doordat de stonerrockbandlegende Kyuss hun nummer 'N.O.' coverde op het album Welcome to Sky Valley. De band maakte deel uit van de Palm Desert Scene.

## Biografie

### Dead Issue
De band startte als "Dead Issue" tijdens hun schooltijd. De band bestond uit bassist Scott Reeder, drummer Alfredo Hernández, gitarist Mario Lalli en gitarist/zanger Herb Lineau. Ze veranderde de bandnaam in "Darkside". Onder deze naam hebben ze één nummer (Right's Right) uitgebracht als soundtrack voor Desperate Teenage Lovedolls. De bandleden hadden dezelfde leeftijd, maar zaten op verschillende scholen.
De bandleden Lalli en Lineau speelden met hun zonen en Hernández op drum op 27 mei 2012 een benefietconcert in de Redwood Bar in Los Angeles te Californië onder ander het nummer 'America'. De band was samen de desertband Unsound de grondleggers van de Palm Desert Scene.

### Across the River
Nadat Lineau de band verliet werd de bandnaam veranderd in "Across the River". Mark Anderson versterkte de band als gitarist. Ze reden in hun auto "The Provoloan" (een paarse ’67 Cadillac) voor een jaar door Los Angeles, Phoenix en San Francisco om op te treden. Ze speelden vooral op kleine en onbekende jamfeestjes met bands als October Faction, Painted Willie en Saccharine Trust, maar ook eind jaren 80 met bands van het label SST zoals: Saint Vitus, SWA, DC3 en FIREHOSE. Hernández beschreef de band als "een beest met bluesachtige beats met een scherp punkrockrandje eraan". De band heeft één demo opgenomen (N.O.) die nooit is uitgebracht. Het nummer N.O. werd later opnieuw opgenomen door de invloedrijke stonerrockband Kyuss voor het album Welcome to Sky Valley. Scott Reeder en Alfredo Hernández speelden samen op het laatste album van deze band en de tournee die volgde tot de band in 1995 uiteen viel.
Het label SST had plannen om met Across the River een album op te nemen. Door miscommunicatie en een slechte timing ging dit niet door. De bandleden van Across the River keerden terug naar de woestijn waar ze vooral bekend werden door te spelen in de verlaten woestijnstadjes en de generator parties. Lalli trouwde, kreeg kinderen en stak zijn tijd in het familierestaurant. John Garcia en Nick Oliveri (oud-leden van de band Kyuss) hebben deze band tijdens hun schoolperiode live gezien. Dit was voor hen een inspiratiebron.

### Englenhook
Nadat Reeder als bassist bij Kyuss ging spelen voegde Hernández en Mario Lalli Larry Lalli als bassist en Gary Arce als gitarist toe aan de band. Ze veranderen de bandnaam in 1987 in 'Englenhook'. Met deze band werkten ze steeds meer toe naar het geluid wat uiteindelijk Yawning Man werd.

## Na Across the River
De bandleden speelden later in bekende Palm Desert Scene-bands, waardoor Across the River een belangrijke band is geworden in dit genre.
- Mario Lalli speelde onder andere in de bands Yawning Man, Desert Sessions, Queens of the Stone Age, Fatso Jetson, The Sort of Quartet en Ten East.
- Scott Reeder speelde basgitaar bij bands als The Obsessed, Kyuss en Nebula.
- Alfredo Hernández speelde onder andere drums in de bands Kyuss, Yawning Man en Ché.

## Discografie
- 1986 – N.O.